# Naundorfer Wasser
Das Naundorfer Wasser, vereinzelt auch Rechtes Schwarzwasser oder Kleines Schwarzwasser genannt, ist ein rechter Nebenfluss des Schwarzwassers in der Oberlausitz.

## Verlauf
Die Quelle des Naundorfer Wassers befindet sich am Osthang des Hohen Hahns bei Tröbigau im Lausitzer Bergland auf einer Höhe von 391 Metern. Von hier aus fließt es den steil abfallenden Nordhang der nördlichen Kette des Lausitzer Berglandes hinunter in das Oberlausitzer Gefilde und durchfließt zunächst die Orte Naundorf und Cossern. Danach durchquert es die Bahnstrecke Dresden–Görlitz. Weitere Ortschaften im Verlauf des Flusses sind Zockau und Neu-Spittwitz. Von hier aus erreicht es die Siedlung Schwarzwasser, wo es auf das ebenfalls am Hohen Hahn entspringende Schwarzwasser trifft, welches zuvor das Gebiet um den Klosterberg in nordwestlicher Richtung umfließt und sich mit ihm kurz vor der Durchquerung der Bundesstraße 6 vereint.